# Saccharum
Saccharum (synoniem: Lasiorhachis) is een geslacht uit de grassenfamilie (Poaceae). De soorten komen voor in vrijwel de hele wereld.

## Soorten
Van het geslacht zijn de volgende soorten bekend:
- Saccharum acinaciforme
- Saccharum aegyptiacum
- Saccharum alopecuroides
- Saccharum alopecuroideum
- Saccharum alopecuroidum
- Saccharum alopecurus
- Saccharum angustifolium
- Saccharum antillarum
- Saccharum appressum
- Saccharum arenicola
- Saccharum argenteum
- Saccharum arundinaceum
- Saccharum asperum
- Saccharum atrorubens
- Saccharum aureum
- Saccharum balansae
- Saccharum barberi
- Saccharum barbicostatum
- Saccharum beccarii
- Saccharum bicorne
- Saccharum biflorum
- Saccharum boga
- Saccharum brachypogon
- Saccharum bracteatum
- Saccharum brasilianum
- Saccharum brevibarbe
- Saccharum brevifolium
- Saccharum brunneum
- Saccharum caducum
- Saccharum caffrosum
- Saccharum canaliculatum
- Saccharum capense
- Saccharum casi
- Saccharum caudatum
- Saccharum cayennense
- Saccharum chinense
- Saccharum ciliare
- Saccharum coarctatum
- Saccharum confertum
- Saccharum conjugatum
- Saccharum contortum
- Saccharum contractum
- Saccharum cotuliferum
- Saccharum cylindricum
- Saccharum deciduum
- Saccharum densum
- Saccharum diandrum
- Saccharum dissitiflorum
- Saccharum distichophyllum
- Saccharum dubium
- Saccharum ecklonii
- Saccharum edule
- Saccharum elegans
- Saccharum elephantinum
- Saccharum erianthoides
- Saccharum europaeum
- Saccharum exaltatum
- Saccharum fallax
- Saccharum fasciculatum
- Saccharum fastigiatum
- Saccharum fatuum
- Saccharum filifolium
- Saccharum filiforme
- Saccharum floridulum
- Saccharum formosanum
- Saccharum fragile
- Saccharum fulvum
- Saccharum fuscum
- Saccharum giganteum
- Saccharum glabrum
- Saccharum glaga
- Saccharum glaucum
- Saccharum glaza
- Saccharum grandiflorum
- Saccharum griffithii
- Saccharum hildebrandtii
- Saccharum hirsutum
- Saccharum holcoides
- Saccharum hookeri
- Saccharum hybrid
- Saccharum hybridum
- Saccharum indum
- Saccharum infirmum
- Saccharum insulare
- Saccharum irritans
- Saccharum jaculatorium
- Saccharum jamaicense
- Saccharum japonicum
- Saccharum juncifolium
- Saccharum kajkaiense
- Saccharum kanashiroi
- Saccharum klagha
- Saccharum koenigii
- Saccharum laguroides
- Saccharum longifolium
- Saccharum longisetosum
- Saccharum longisetum
- Saccharum lota
- Saccharum luzonicum
- Saccharum macilentum
- Saccharum macrantherum
- Saccharum maximum
- Saccharum mexicanum
- Saccharum modhara
- Saccharum modhua
- Saccharum monandrum
- Saccharum moonja
- Saccharum munja
- Saccharum munroanum
- Saccharum muticum
- Saccharum narenga
- Saccharum nareya
- Saccharum negrosense
- Saccharum obscurum
- Saccharum occidentale
- Saccharum officinale
- Saccharum officinalis
- Saccharum officinarum (Suikerriet)
- Saccharum palisoti
- Saccharum pallidum
- Saccharum paniceum
- Saccharum panicosum
- Saccharum pappiferum
- Saccharum parviflorum
- Saccharum pedicellare
- Saccharum perrieri
- Saccharum polydactylum
- Saccharum polystachyon
- Saccharum polystachyum
- Saccharum porphyrocomum
- Saccharum praegrande
- Saccharum procerum
- Saccharum propinquum
- Saccharum punctatum
- Saccharum purpuratum
- Saccharum rara
- Saccharum rarum
- Saccharum ravennae
- Saccharum repens
- Saccharum reptans
- Saccharum revennae
- Saccharum ridleyi
- Saccharum robustum
- Saccharum roseum
- Saccharum rubicundum
- Saccharum rufipilum
- Saccharum rufum
- Saccharum sagittatum
- Saccharum sanguineum
- Saccharum sape
- Saccharum sara
- Saccharum sarpata
- Saccharum scindicus
- Saccharum semidecumbens
- Saccharum seriferum
- Saccharum sibiricum
- Saccharum sikkimense
- Saccharum sinense
- Saccharum sisca
- Saccharum soltwedeli
- Saccharum sorghum
- Saccharum speciosissimum
- Saccharum sphacelatum
- Saccharum spicatum
- Saccharum spontaneum
- Saccharum spontanum
- Saccharum stenophyllum
- Saccharum stewartii
- Saccharum strictum
- Saccharum teneriffae
- Saccharum tenuius
- Saccharum ternatum
- Saccharum thunbergii
- Saccharum tinctorium
- Saccharum tridentatum
- Saccharum trinii
- Saccharum tripsacoides
- Saccharum tristachyum
- Saccharum velutinum
- Saccharum versicolor
- Saccharum viguieri
- Saccharum villosum
- Saccharum violaceum
- Saccharum wardii
- Saccharum warmingianum
- Saccharum williamsii